# سفیدغاز استرالزی
سفیدغاز استرالزی(نام علمی: Morus serrator) نام یک گونه از تیره کودنان است.